# Женская сборная Таиланда по флорболу
Женская национальная сборная Таиланда по флорболу — представляет Таиланд на международных соревнованиях по флорболу. Управляющей организацией является Ассоциация флорбола Таиланда (англ. Floorball Thailand).

## Результаты выступлений

### Чемпионаты мира
| Год       | Победы         | Ничьи          | Поражения      | Место          |
| --------- | -------------- | -------------- | -------------- | -------------- |
| 1997-2015 | не участвовали | не участвовали | не участвовали | не участвовали |
| 2017      | 2              | 0              | 5              | 13             |
| 2019      | 2              | 0              | 3              | 15             |
| 2021      | 2              | 0              | 3              | 15             |

### Кубок Азии и Океании
| Год  | Победы | Ничьи | Поражения | Место |
| ---- | ------ | ----- | --------- | ----- |
| 2018 | 4      | 0     | 2         | 2     |
| 2022 | 4      | 0     | 2         | 4     |

### Игры Юго-Восточной Азии
| Год  | Победы         | Ничьи          | Поражения      | Место          |
| ---- | -------------- | -------------- | -------------- | -------------- |
| 2013 | не участвовали | не участвовали | не участвовали | не участвовали |
| 2015 | 1              | 0              | 2              | 2              |
| 2019 | .              | .              | .              | 2              |